# 가모 슈
가모 슈(일본어: 加茂 周, 1939년 10월 29일 ~ )는 일본의 전 축구 선수이자 전 지도자로 현역 시절 포지션은 공격수였다.

## 선수 시절
1939년 10월 29일 일본 효고현 아시야시에서 태어나 아시야 고등학교, 간세이 가쿠인 대학을 거쳐 1965년부터 1967년까지 세레소 오사카 소속으로 활동하며 1967년 천황배 4강 진출에 일조했다.

## 지도자 경력

### 요코하마 F. 마리노스
1974년 요코하마 F. 마리노스의 감독으로 본격적인 지도자 커리어를 시작한 이후 1984년까지 마리노스의 감독으로 재직하며 일본 사커 리그 2연속 준우승(1983, 1984), 1980년 JSL컵 4강, 1983년 JSL컵 준우승, 1983년 천황배 우승을 이끌었고 그 뒤 이듬해인 1985년 요코하마 마리노스의 감독으로 복귀하여 1989년까지 역임하며 JSL컵 2연속 우승(1988, 1989) 및 2연속 준우승(1985, 1986), 천황배 3회 우승(1985, 1988, 1989) 등의 성과를 남겼다.

### 요코하마 플뤼겔스
1991년 같은 지역 연고팀인 요코하마 플뤼겔스의 감독으로 부임하여 1994년까지 팀을 맡아 1993년 J리그컵 4강, 1993년 천황배 우승을 이끌었다.

### 일본 A대표팀
1994 시즌 종료 이후 일본 A대표팀의 사령탑으로 선임된  1995년 킹 파흐드컵에 참가했으나 2전 전패·B조 최하위로 대회를 마감했고 같은 해에 열린 1995년 다이너스티컵에서는 팀을 우승으로 이끌었으나 이듬해인 1996년 AFC 아시안컵에서는 8강에서 쿠웨이트에 0-2로 덜미가 잡히면서 4강 문턱에서 고배를 마셨다.
이후 1998년 FIFA 월드컵 아시아 지역 예선에서도 팀을 최종 예선에 진출시킨데 이어 홈에서 열린 우즈베키스탄과의 최종 예선 B조 1차전에서 6-3의 완승을 이끌었지만 이후 아랍에미리트와의 원정 2차전에서 0-0 무승부에 그쳤고 홈에서 열린 라이벌 대한민국과의 3차전에서는 야마구치 모토히로의 선제골로 앞서가다가 상대팀인 서정원과 이민성에게 릴레이골을 얻어맞고 1-2의 역전패를 당했으며 카자흐스탄과의 원정 4차전에서마저 1-1 무승부에 그치면서 결국 월드컵 최종 예선 4경기만에 감독직에서 물러난 이후 당시 코치였던 오카다 다케시 현 일본 축구 협회 부회장 겸 FC 이마바리 대표이사가 일본 대표팀 후임 감독으로 낙점받았다.

### 교토 상가
일본 대표팀 감독직에서 경질된 이후 1999년부터 2000년까지 교토 상가의 감독을 맡아 2000년 J리그컵에서 구단 역사상 첫 J리그컵 4강 진출을 이끌었지만 J리그 디비전 1 2000에서 리그 15위에 그치며 차기 시즌 2부 리그 강등을 막지 못한 채 2시즌만에 교토 상가 감독직을 내려놓았다.

### 대학팀
2001년부터 오랜 기간동안 쇼비가쿠엔 대학, 오사카 가쿠인 대학을 거쳐 모교인 간세이 가쿠인 대학의 사령탑을 지냈으며 2017년 일본 축구 명예의 전당에 헌액되었다.

## 대회 성적

### 선수
세레소 오사카
- 천황배 : 4강 (1967)

### 지도자 (클럽)
요코하마 F. 마리노스
- 일본 사커 리그 : 준우승 (1983, 1984)
- JSL컵 : 우승 (1988, 1989), 준우승 (1983, 1985, 1986), 4강 (1980)
- 천황배 : 우승 (1983, 1985, 1988, 1989)

요코하마 플뤼겔스
- J리그컵 : 4강 (1993)
- 천황배 : 우승 (1993)

교토 상가
- J리그컵 : 4강 (2000)

### 지도자 (국가대표팀)
일본
- 다이너스티컵 : 우승 (1995)